# Кубок Англії з футболу 1923—1924
Кубок Англії з футболу 1923—1924 — 49-й розіграш найстарішого футбольного турніру у світі, Кубка виклику Футбольної Асоціації, також відомого як Кубок Англії. Вдруге титул здобув Ньюкасл Юнайтед.

## Перший раунд
| Дата                  | Господарі                | Рахунок | Гості                    |
| --------------------- | ------------------------ | ------- | ------------------------ |
| 12 січня              | Ашингтон                 | 1:5     | Астон Вілла              |
| 12 січня              | Блекпул                  | 1:0     | Шеффілд Юнайтед          |
| 12 січня              | Бернлі                   | 3:2     | Саут Шилдс               |
| 12 січня              | Ліверпуль                | 2:1     | Бредфорд Сіті            |
| 12 січня              | Венсдей                  | 4:1     | Лестер Сіті              |
| 12 січня              | Вулвергемптон Вондерерз  | 3:1     | Дарлінгтон               |
| 12 січня              | Мідлсбро                 | 0:1     | Вотфорд                  |
| 12 січня              | Дербі Каунті             | 2:1     | Бері                     |
| 12 січня              | Евертон                  | 3:1     | Престон Норт-Енд         |
| 12 січня              | Свіндон Таун             | 4:0     | Бредфорд Парк-Авеню      |
| 12 січня              | Манчестер Сіті           | 2:0     | Ноттінгем Форест         |
| 12 січня              | Квінз Парк Рейнджерс     | 1:2     | Ноттс Каунті             |
| 12 січня              | Фулгем                   | 2:0     | Лланеллі                 |
| 12 січня              | Аккрінгтон Стенлі        | 0:0     | Чарльтон Атлетік         |
| 17 січня Перегравання | Чарльтон Атлетік         | 1:0     | Аккрінгтон Стенлі        |
| 12 січня              | Барнслі                  | 0:0     | Брайтон енд Гоув Альбіон |
| 16 січня Перегравання | Брайтон енд Гоув Альбіон | 1:0     | Барнслі                  |
| 12 січня              | Нортгемптон Таун         | 1:1     | Галіфакс Таун            |
| 16 січня Перегравання | Галіфакс Таун            | 1:1     | Нортгемптон Таун         |
| 21 січня Перегравання | Галіфакс Таун            | 4:2     | Нортгемптон Таун         |
| 12 січня              | Портсмут                 | 2:4     | Ньюкасл Юнайтед          |
| 12 січня              | Вест Гем Юнайтед         | 5:0     | Абердер Атлетик          |
| 12 січня              | Манчестер Юнайтед        | 1:0     | Плімут Аргайл            |
| 12 січня              | Норвіч Сіті              | 0:1     | Бристоль Сіті            |
| 12 січня              | Міллволл                 | 0:1     | Вест-Бромвіч Альбіон     |
| 12 січня              | Галл Сіті                | 2:2     | Болтон Вондерерз         |
| 16 січня Перегравання | Болтон Вондерерз         | 4:0     | Галл Сіті                |
| 12 січня              | Олдем Атлетік            | 2:1     | Сандерленд               |
| 12 січня              | Крістал Пелес            | 2:0     | Тоттенгем Готспур        |
| 12 січня              | Челсі                    | 1:1     | Саутгемптон              |
| 16 січня Перегравання | Саутгемптон              | 2:0     | Челсі                    |
| 12 січня              | Ексетер Сіті             | 1:0     | Грімсбі Таун             |
| 12 січня              | Гаддерсфілд Таун         | 1:0     | Бірмінгем Сіті           |
| 12 січня              | Кардіфф Сіті             | 0:0     | Джиллінгем               |
| 16 січня Перегравання | Джиллінгем               | 0:2     | Кардіфф Сіті             |
| 12 січня              | Свонсі Сіті              | 1:1     | Клептон Орієнт           |
| 16 січня Перегравання | Клептон Орієнт           | 1:1     | Свонсі Сіті              |
| 21 січня Перегравання | Свонсі Сіті              | 2:1     | Клептон Орієнт           |
| 12 січня              | Арсенал                  | 4:1     | Лутон Таун               |
| 12 січня              | Лідс Юнайтед             | 1:0     | Сток                     |
| 12 січня              | Корінтіан                | 1:0     | Блекберн Роверз          |

## Другий раунд
До другого раунду увійшли переможці першого раунду. 
| Дата                   | Господарі                | Рахунок | Гості                   |
| ---------------------- | ------------------------ | ------- | ----------------------- |
| 2 лютого               | Бернлі                   | 0:0     | Фулгем                  |
| 6 лютого Перегравання  | Фулгем                   | 0:1     | Бернлі                  |
| 2 лютого               | Саутгемптон              | 3:1     | Блекпул                 |
| 2 лютого               | Венсдей                  | 1:1     | Бристоль Сіті           |
| 6 лютого Перегравання  | Бристоль Сіті            | 2:0     | Венсдей                 |
| 2 лютого               | Болтон Вондерерз         | 1:4     | Ліверпуль               |
| 2 лютого               | Вест-Бромвіч Альбіон     | 5:0     | Корінтіан               |
| 2 лютого               | Дербі Каунті             | 2:2     | Ньюкасл Юнайтед         |
| 6 лютого Перегравання  | Ньюкасл Юнайтед          | 2:2     | Дербі Каунті            |
| 11 лютого Перегравання | Дербі Каунті             | 2:2     | Ньюкасл Юнайтед         |
| 12 лютого Перегравання | Ньюкасл Юнайтед          | 5:3     | Дербі Каунті            |
| 2 лютого               | Свіндон Таун             | 2:0     | Олдем Атлетік           |
| 2 лютого               | Манчестер Сіті           | 2:2     | Галіфакс Таун           |
| 6 лютого Перегравання  | Галіфакс Таун            | 0:0     | Манчестер Сіті          |
| 11 лютого Перегравання | Манчестер Сіті           | 3:0     | Галіфакс Таун           |
| 2 лютого               | Вест Гем Юнайтед         | 1:1     | Лідс Юнайтед            |
| 6 лютого Перегравання  | Лідс Юнайтед             | 1:0     | Вест Гем Юнайтед        |
| 2 лютого               | Брайтон енд Гоув Альбіон | 5:2     | Евертон                 |
| 2 лютого               | Манчестер Юнайтед        | 0:3     | Гаддерсфілд Таун        |
| 2 лютого               | Крістал Пелес            | 0:0     | Ноттс Каунті            |
| 6 лютого Перегравання  | Ноттс Каунті             | 0:0     | Крістал Пелес           |
| 11 лютого Перегравання | Крістал Пелес            | 0:0     | Ноттс Каунті            |
| 18 лютого Перегравання | Крістал Пелес            | 2:1     | Ноттс Каунті            |
| 2 лютого               | Ексетер Сіті             | 0:0     | Вотфорд                 |
| 6 лютого Перегравання  | Вотфорд                  | 1:0     | Ексетер Сіті            |
| 2 лютого               | Кардіфф Сіті             | 1:0     | Арсенал                 |
| 2 лютого               | Свонсі Сіті              | 0:2     | Астон Вілла             |
| 2 лютого               | Чарльтон Атлетік         | 0:0     | Вулвергемптон Вондерерз |
| 6 лютого Перегравання  | Вулвергемптон Вондерерз  | 1:0     | Чарльтон Атлетік        |

## Третій раунд
До третього раунду увійшли переможці другого раунду. 
| Дата                   | Господарі                | Рахунок | Гості                   |
| ---------------------- | ------------------------ | ------- | ----------------------- |
| 23 лютого              | Бернлі                   | 1:0     | Гаддерсфілд Таун        |
| 23 лютого              | Саутгемптон              | 0:0     | Ліверпуль               |
| 27 лютого Перегравання | Ліверпуль                | 2:0     | Саутгемптон             |
| 23 лютого              | Вотфорд                  | 0:1     | Ньюкасл Юнайтед         |
| 23 лютого              | Астон Вілла              | 3:0     | Лідс Юнайтед            |
| 23 лютого              | Вест-Бромвіч Альбіон     | 1:1     | Вулвергемптон Вондерерз |
| 27 лютого Перегравання | Вулвергемптон Вондерерз  | 0:2     | Вест-Бромвіч Альбіон    |
| 23 лютого              | Брайтон енд Гоув Альбіон | 1:5     | Манчестер Сіті          |
| 23 лютого              | Крістал Пелес            | 1:2     | Свіндон Таун            |
| 23 лютого              | Кардіфф Сіті             | 3:0     | Бристоль Сіті           |

## Четвертий раунд
У цьому раунді зіграли переможці попереднього етапу.
| Дата                    | Господарі            | Рахунок | Гості          |
| ----------------------- | -------------------- | ------- | -------------- |
| 8 березня               | Вест-Бромвіч Альбіон | 0:2     | Астон Вілла    |
| 8 березня               | Свіндон Таун         | 1:1     | Бернлі         |
| 12 березня Перегравання | Бернлі               | 3:1     | Свіндон Таун   |
| 8 березня               | Ньюкасл Юнайтед      | 1:0     | Ліверпуль      |
| 8 березня               | Манчестер Сіті       | 0:0     | Кардіфф Сіті   |
| 12 березня Перегравання | Кардіфф Сіті         | 0:1     | Манчестер Сіті |

## Півфінали
У півфіналах зіграли команди, що перемогли на попередньому етапі.
| Дата       | Господарі       | Рахунок | Гості          |
| ---------- | --------------- | ------- | -------------- |
| 29 березня | Астон Вілла     | 3:0     | Бернлі         |
| 29 березня | Ньюкасл Юнайтед | 2:0     | Манчестер Сіті |

## Фінал
| 26 квітня 1924 |

| Ньюкасл Юнайтед       | 2:0      | Астон Вілла |
| --------------------- | -------- | ----------- |
| Гарріс 83' Сеймур 85' | Протокол |             |

| Вемблі, Лондон Глядачів: 91 695 Арбітр: В.Е.Расселл |